# João Baptista Ribeiro
João Baptista Ribeiro, né le 5 avril 1790 à Vila Real et mort le 24 juillet 1868 à Porto, est un peintre portugais. À la fin de sa vie il a expérimenté le daguerréotype.